# Bazylika katedralna św. Ludwika w Nowym Orleanie
Bazylika św. Ludwika w Nowym Orleanie – główny kościół rzymskokatolickiej archidiecezji nowoorleańskiej oraz katedra miejscowego arcybiskupa. Znajduje się we French Quarter (Dzielnicy Francuskiej) Nowego Orleanu na placu im. Jana Pawła II przy Jackson Square. Na dziedzińcu przed katedrą znajduje się pomnik prezydenta Andrew Jacksona.

## Historia
Pierwszy drewniany kościół powstał niedługo po utworzeniu miasta w 1718 roku. Kolejny wybudowano dziewięć lat później, spłonął on jednak w pożarze miasta w roku 1788. W latach 1789–1794 powstał nowy kościół pod wezwaniem św. Ludwika będący od roku 1793 katedrą nowo powstałej diecezji Luizjany i Obu Floryd. W roku 1819 dobudowano wieżę z zegarem i dzwonem. Z powodu rosnącej liczby wiernych pojawiły się plany przebudowy świątyni. Prace według projektu francuskiego architekta J.N.B. de Pouilly trwały w latach 1849-1850. Z pierwotnej katedry pozostał tylko niewielki procent elementów (m.in. dzwon).
Katedra przetrwała dwa poważne huragany – z 1915 i 2005 roku.
19 lipca 1850 świątynia podniesiona została do rangi archikatedry metropolitalnej, gdy utworzona została nowa prowincja kościelna.
Tytuł bazyliki mniejszej kościół otrzymał od papieża Pawła VI w roku 1964.